# Maurizio Micheli
Maurizio Micheli (né le 3 février 1947 à Livourne) est un acteur de théâtre et de cinéma italien.

## Biographie
Maurizio Micheli a grandi à Bari et a étudié l'art dramatique au Piccolo Teatro di Milano à Milan. Il a commencé sa carrière dans les années 1970 en tant qu'acteur dramatique dans de petits théâtres milanais et en écrivant et mettant en scène une série de spectacles de cabaret. Il s'est fait connaître d'un large public au début des  années 1970 grâce au personnage de télévision Nicola di Mola, un DJ de radio amoureux d'une interprète du groupe musical italien Ricchi e poveri.  En 1977 il participe à une émission de variétés TV intitulée Scuola serale per aspiranti italiani.
Sur le grand écran Micheli a travaillé surtout avec Sergio Corbucci (dans les films Sono un fenomeno paranormale en 1985, Rimini Rimini et Roba da ricchi en 1987) et avec Steno (dans les films Mani di fata en 1983 et Animali metropolitani en 1987). Il gagne en popularité grâce au film Il commissario Lo Gatto (1986) réalisé par Dino Risi.
Entre l'automne 1992 et février 1993 il a animé un jeu télévisé sur la chaîne italienne Canale 5. À partir des années 1990 il se consacre presque exclusivement au théâtre. On peut mentionner entre autres L'opera dello sghignazzo de Dario Fo, Buonanotte Bettina avec Benedicta Boccoli, Un paio d'ali de Garinei e Giovannini, La presidentessa avec Sabrina Ferilli, Il letto ovale avec Barbara D'Urso, et Italiani si nasce avec Tullio Solenghi. 
Micheli a publié son autobiographie en 1996 sous le titre Sciambagne !, titre repris d’une scène du film Rimini Rimini. En 2002 il a publié le roman Garibaldi amore mio aux éditions Baldini Castoldi Calai.

## Filmographie
- 1977 : Allegro non troppo de Bruno Bozzetto
- 1980 : Café express de Nanni Loy
- 1980 : La Terrasse d'Ettore Scola
- 1981 : I carabbinieri
- 1981 : Teste di cuoio
- 1982 : Testa o croce (Testa o croce) de Nanni Loy : Dottore Asl
- 1983 : Mani di fata
- 1984 : Ces messieurs dames (Signore e signori) de Pietro Germi
- 1985 : Sono un fenomeno paranormale de Sergio Corbucci
- 1986 : Il commissario Lo Gatto
- 1987 : Animali metropolitani
- 1987 : Roba da ricchi de Sergio Corbucci
- 1987 : Rimini Rimini de Sergio Corbucci
- 1992 : Saint Tropez - Saint Tropez
- 1998 : Cucciolo de Neri Parenti
- 1999 : Amor nello specchio
- 2006 : Commediasexi
- 2007 : Valzer
- 2008 : Un'estate al mare
- 2009 : L'uomo nero
- 2012 : Pinocchio d'Enzo D'Alò (voix du Chat)
- 2013 : Pazze di me : Portiere
- 2016 : Quo vado? : Peppino
- 2021 : I fratelli De Filippo de Sergio Rubini

### Dooublage
- Michael Kitchen en La Comédie des erreurs (Antifole de Efeso et Antifolo de Siracuse, rédoublage)
- 2012 : Le chat en Pinocchio (2012) (dir. du doublage : Guido Micheli)

## Décorations
Officier de l'Ordre du Mérite de la République italienne, sur proposition du président de la République, Rome, 27 décembre 1999.